# Ceratina namibensis
Ceratina namibensis är en biart som beskrevs av Constance Margaret Eardley och Daly 2007. Ceratina namibensis ingår i släktet märgbin, och familjen långtungebin. Inga underarter finns listade i Catalogue of Life.